# Didier Chaparro
Pour les articles homonymes, voir Chaparro.
Chaparro  López est un nom espagnol. Le premier nom de famille, en général paternel, est Chaparro ; le second, en général maternel, souvent omis, est López.
Didier Alonso Chaparro López, né le 7 juillet 1987, est un coureur cycliste colombien, membre de l'équipe SuperGiros - Alcaldía de Manizales.

## Biographie
Élevé dans le quartier de La Enea (es) à Manizales, Didier Chaparro remporte la septième étape du Clásico RCN 2018 dans sa ville natale. Sans équipe à la fin de saison 2014, miné par les problèmes de santé, il songe à mettre un terme à sa carrière cycliste. Puis ayant retrouvé une condition physique acceptable, il réalise une saison 2018 remarquable, en regard de ses résultats antérieurs. Entrant dans les dix premiers de son Tour national, il monte sur le podium du Clásico RCN. Et en toute fin de saison s'impose dans la Vuelta a Chiriquí, épreuve majeure du calendrier cycliste panaméen.

## Palmarès sur route
- 2008
  - 3e de la Vuelta del Huila
- 2009
  - 4e étape du Clásico RCN
- 2010
  - 3e de la Clásica de Fusagasugá
- 2011
  - 2e étape de la Clásica de Anapoima
  - 1re étape de la Vuelta a Antioquia (contre-la-montre par équipes)
  - 4e étape de la Vuelta a Santander
- 2012
  - 3e étape de la Clásica de Anapoima
- 2014
  - Clásica de Facatativá :
    - Classement général
    - 1re étape
- 2018
  - 7e étape du Clásico RCN
  - Vuelta a Chiriquí
  - 3e du Clásico RCN
- 2019
  - 2e du Clásico RCN
- 2021
  - 3e étape de la Vuelta a Antioquia
  - 2e de la Vuelta a Antioquia
- 2022
  - 2e de la Clásica de Anapoima
- 2023
  - Vuelta al Sur-Tolima a Huila
  - 2e de la Vuelta al Valle del Cauca
  - 2e de la Clásica de Girardot
  - 3e de la Clásica de Anapoima
- 2024
  - 3e étape de la Clásica de El Carmen de Viboral

### Classements mondiaux
| Année                                 | 2012 | 2013 | 2014 | 2015 | 2016 | 2017 | 2018 | 2019  | 2020  | 2021 | 2022 | 2023  |
| ------------------------------------- | ---- | ---- | ---- | ---- | ---- | ---- | ---- | ----- | ----- | ---- | ---- | ----- |
| Classement mondial                    |      |      |      |      | nc   | nc   | nc   | 2957e | 1724e | nc   | nc   | 2739e |
| UCI Asia Tour                         | nc   | nc   | nc   | 194e | nc   | nc   | nc   |       |       |      |      |       |
| UCI America Tour                      | 138e | nc   | nc   | nc   | nc   | nc   | nc   | 492e  | 163e  | nc   | nc   | nc    |
|                                       |      |      |      |      |      |      |      |       |       |      |      |       |
| Légende : nc = non classéSource : UCI |      |      |      |      |      |      |      |       |       |      |      |       |

## Palmarès sur piste

### Championnats de Colombie
- Medellín 2023
  -  Médaillé d'or de la course scratch[4].
- Medellín 2024
  -  Médaillé de bronze de la course scratch[5].
  -  Médaillé de bronze de l'omnium[6].